# Gallinula
Gallinula Brisson, 1760 è un genere di uccelli appartenente alla famiglia dei Rallidi.

## Tassonomia
Comprende sette specie, due delle quali estintesi recentemente:
- Gallinula tenebrosa Gould, 1846 - gallinella tenebrosa
- Gallinula galeata (Lichtenstein, 1818) - gallinella americana
- Gallinula chloropus (Linnaeus, 1758) - gallinella d'acqua
- Gallinula nesiotis † P. L. Sclater, 1861 - gallinella di Tristan da Cunha
- Gallinula comeri (J. A. Allen, 1892) - gallinella di Gough
- Gallinula silvestris (Mayr, 1933) - gallinella di San Cristobal
- Gallinula pacifica † (Hartlaub e Finsch, 1871) - gallinella delle Samoa